# باولو سيزار فونسيكا نونيس
باولو سيزار فونسيكا نونيز (بالبرتغالية: Paulo Cesar Fonseca Nunes‏) المعروف باسم باولو سيزار (مواليد 20 يناير 1979) هو لاعب كرة قدم برازيلي معتزل.

## المسيرة الرياضية
في عام 2009 لعب سيزار ست مباريات لصالح نوفو هامبورجو. انضم إلى نادي شهرداري تبريز على سبيل الإعارة في عام 2010.

### صن بيغاسوس
في 11 يناير 2013 انضم سيزار إلى نادي الدرجة الأولى في هونغ كونغ صن بيغاسوس من نادي سنترال البرازيلي مقابل رسم لم يتم الكشف عنه.